# Embalse de Vilar
El embalse de Vilar es una represa portuguesa erigida en el río Távora, cerca de la aldea de Vilar (Moimenta da Beira), y perteneciente a los municipios de Sernancelhe y Moimenta da Beira. Este embalse sirve para crear una laguna artificial, ideal para regularizar los caudales hídricos de este río y para aprovisionar de agua la central hidroeléctrica de Tabuaço (destinada a la producción de energía eléctrica), la cual queda a unos 5 km de distancia de la localidad de Tabuaço.
Tiene una altura de 58 m por encima de la fundación (55 m por encima del terreno natural) y una longitud de 240 m. La capacidad instalada de producción de energía eléctrica es de 58 MW.
Actualmente la albufera de Vilar también se utiliza para la captación de agua destinada al abastecimiento público (ver ciclo urbano del agua) de diversos municipios de la región.